# مارک چری

مارک چری (انگلیسی: Mark Cherry؛  متولد ۲۳ مارس ۱۹۶۲) تهیه‌کننده، کارگردان تلویزیون، نویسنده اهل آمریکا است. عمدهٔ سرشناسی او، به دلیل ساخت مجموعه تلویزیونی کمدی-درام زنان خانه‌دار ناامید برای شبکه ABC است.

## زندگی‌نامه
مارک چری در لانگ بیچ متولد شد و مدت کوتاهی در اکلاهما زندگی کرد. پدرش یک حسابدار بود که مجبور بود همراه با خانواده به کالیفرنیا مهاجرت کند. چری در دبیرستان تروی در فولرتون، به تحصیل پرداخت و سپس از دانشگاه ایالتی کالیفرنیا در فولرتون در رشته تئاتر فارغ‌التحصیل شد و در ابتدا به حرفه پرفورمانس مشغول شد تا اینکه با شرکت در مسابقه تلویزیونی هرم ۱۰۰ هزار دلاری پرامید، برنده جایزه ۱۵ هزار دلاری شد و تصمیم گرفت که به هالیوود برود و کار نویسندگی را دنبال کند، ولی با بد شانسی روبرو شد چرا که به محض ورود چری، اعتصاب نویسندگان در سال ۱۹۸۸ آغاز شد.

مارک چری نخستین بار به عنوان دستیار شخصی دیکسی کارتر در برنامهٔ کمدی موقعیت طراحی زنان، به این صنعت راه پیدا کرد.

در سال ۱۹۹۰، نویسنده و تهیه‌کنندهٔ مجموعهٔ تلویزیونی محبوب دختران طلایی شد و پس از آن اقدام به ساخت مجموعه‌های «۵ خانم بوکان»، «خدمه» و «تعدادی از بهترین دوستان من» کرد.

## شاخص‌ترین آثار مارک چری

### زنان خانه‌دار ناامید
در سال ۲۰۰۲، مکالمه با مادرش، او را ترغیب کرد تا برنامه ای با محوریت زندگی‌های شکست خورده چهار زن از طبقه متوسط رو به بالا را که در حومهٔ شهر زندگی می‌کنند بسازد، اما در این راه چری با شکست بزرگی مواجه شد، درست در زمانی که نماینده او با شبکه‌های HBO، FOX، CBS، CBS، NBC، SHOWTIME, LIFETIME برای پخش این برنامه در حال مذاکره بود، به دلیل اختلاس به زندان افتاد و شکست بزرگی برای چری رقم خورد. نمایندگان جدید او، برنامه را به شبکه ABC بردند و شبکه فوق تصمیم گرفت این سریال را پخش کند. با شروع پخش، این سریال سر و صدای زیادی به پا کرد و امتیاز بسیار بالایی از کاربران دریافت کرد و بحث‌های ملی و بین‌المللی زیادی پیرامون این سریال شکل گرفت. این سریال در مجموع ۱۸۹ بار کاندید دریافت جایزه و ۶۶ بار موفق به دریافت جایزه در بخش‌های بهترین سریال تلویزیونی کمدی، بهترین بازیگر و … شد که از بین آنها می‌توان به جایزه‌های متعدد دریافتی اِمی و گلدن گلوب طی سال‌های ۲۰۰۵ تا ۲۰۱۲ اشاره کرد.

 چری در این سریال از بازیگرانی که قبلاً با آنها کار کرده بود استفاده کرد، که از آنها می‌توان به مارک موسی در نقش پاول یانگ، هریت سنسوم هریس در نقش فیلیشیا تیلمن که هر دو از بازیگران سریال «۵ خانم بوکان» بودند و همچنین رئیس سابق خود دیکسی کارتر که اولین بار باعث ورود چری به این صنعت شد در نقش گلوریا هاج اشاره کرد. چری خودش نیز در قسمت پایانی سریال در نقش یکی از مردان متحرک سوزان ایفای نقش کرد. پخش این سریال در سال ۲۰۰۴ آغاز و در سال ۲۰۱۲ به پایان رسید.

### خدمتکاران حیله‌گر
با اتمام سریال زنان خانه‌دار ناامید، در سال ۲۰۱۲، مارک چری کار بر روی سریال جدید خود به نام خدمتکاران حیله‌گر را آغاز کرد. در ابتدا این سریال، برای شبکه ABC تولید شده بود، اما در نهایت در شبکه LIFETIME پخش شد. این سریال با محوریت چهار زن خدمتکار است که در شهر بِوِرلی هیلز برای افراد مشهور و ثروتمند کار می‌کنند و در طول سریال اتفاقاتی را رقم می‌زنند. در این سریال نیز چری از بازیگرانی که سابقه همکاری قبلی با آنها داشت استفاده کرد، که می‌توان به روزلین سانچز در نقش کارمن لونا (یکی از خدمتکاران) و همچنین ملیندا پیج همیلتون، ربه‌کا ویساکی، ریچارد بورگی، والری ماهافی، جیمز دنتون اشاره کرد. این سریال در مجموع ۱۴ بار کاندید و ۲ بار موفق به دریافت جایزه شد. پخش این سریال در سال ۲۰۱۳ آغاز و در سال ۲۰۱۶ به پایان رسید.

### چرا زنان می‌کشند
پس از دو سال وقفه در روند سریال سازی چری، سرانجام در ۲۴ سپتامبر ۲۰۱۸، اعلام شد که شبکه CBS، سفارش ساخت یک سریال را داده‌است و مینی سریال چرا زنان می‌کشند توسط مارک چری ساخته شد. داستان این سریال بر اساس ۳ روایت موازی در سال‌های ۱۹۶۳، ۱۹۸۴ و ۲۰۱۹ است که در خانه ای در پاسادینا اتفاق می‌افتد. در قسمت پایانی این سریال تلاقی این ۳ روایت با هم، تصویرسازی فوق‌العاده و هنر کارگردانی چری را به رخ می‌کشاند.

## حواشی پیش آمده در خصوص سریال زنان خانه‌دار ناامید
در ۵ آوریل ۲۰۱۰، نیکولت شریدان، بازیگر این سریال، پرونده ای ۲۰ میلیون دلاری را علیه چری و شبکه ABC مطرح کرد و ادعا کرد که در صحنهٔ فیلمبرداری نسبت به او تعرض شده و قرارداد او به اشتباه فسخ شده‌است. شریدان همچنین در دادخواست خود ادعا کرد که چری از سایر بازیگران و نویسندگان این سریال نیز سوءاستفاده کرده‌است. ABC در بیانیه ای اعلام کرد که آنها ادعاهای مشابه شریدان را مورد تحقیق قرار داده‌اند و فاقد حقیقت است. ستارگان زنان خانه‌دار ناامید (تری هچر، فلیسیتی هافمن، مارسیا کراس و اوا لونگوریا) ادعای سوءاستفاده مطرح شده توسط شریدان را رد و حمایت خود را از چری اعلام کردند. در پایان سال ۲۰۱۰، شریدان ادعای سوءاستفاده را از دادخواست خود حذف کرد.

این پرونده سرانجام در فوریه ۲۰۱۲ به دادگاه رسید. در تاریخ ۱۳ مارس ۲۰۱۲، قاضی پرونده، ادعای تعرض شریدان توسط چری را به دلیل کمبود شواهد رد کرد و چری از این اتهام مبری شد و پس از آن فقط به ادعای فسخ قرارداد شریدان توسط ABC متمرکز شد. استدلال‌های پایانی در این پرونده در ۱۴ مارس ۲۰۱۲ شنیده شد و هیئت منصفه رایزنی‌های خود را آغاز کرد. تا ۱۹ مارس ۲۰۱۲، دوازده عضو هیئت منصفه در صدور حکم ناکام ماندند و دادرسی بدوی اعلام شد. قرار بود جلسه دادرسی مجدد در ۱۰ سپتامبر ۲۰۱۲ آغاز شود، اما در ۱۶ اوت ۲۰۱۲، دادگاه تجدیدنظر لس آنجلس تشخیص داد که شریدان به اشتباه اخراج نشده‌است و دادرسی مجدد را رد کرد. فرجام خواهی دیگر شریدان به دادگاه عالی کالیفرنیا نیز در ۱۶ نوامبر ۲۰۱۲ رد شد.

## گرایش‌های جنسی و سیاسی مارک چری
در مقاله ای که در هفته نامه نیوزویک به چاپ رسید، از مارک چری به عنوان «یک جمهوری‌خواه تا حدی محافظه کار و همجنس‌گرا» یاد شد. چری اظهار داشت که از آن زمان که «دومین پای دونالد ترامپ به پله برقی برخورد کرد» جمهوری‌خواهی را متوقف کرد.

در ۲۹ ژوئن ۲۰۰۶، چری جایزه دیدگاه آمریکایی باشگاه جمهوری‌خواه لوگ کابین را که در ضیافت شامی در هالیوود برگزار شد را دریافت کرد. جایزه اصلی این باشگاه نیز با عنوان «شجاعت برای رهبری» به آرنولد شوارتزنگر فرماندار کالیفرنیا رسید.